# Чемпіонати Всесоюзного ПСТ «Динамо» з футболу
Чемпіонати Всесоюзного ПСТ «Динамо» з футболу несистемно розігрувались у 1920-х — 1980-х роках. Учасниками були провідні футбольні команди Всесоюзного пролетарського спортивного товариства «Динамо».
Турніри «міліцейського» ПСТ були найпершими всесоюзними для клубних команд. Стартові три (1928—1929, 1933 років) стали орієнтиром для заснування чемпіонату й Кубка колишнього СРСР. Опісля Другої світової війни потреба в існуванні таких турнірів фактично відпала, тому вони розігрувалися чимдалі рідше. Окрім загальнодержавних змагань, існувала також Всеукраїнська першість ПСТ «Динамо» (1929, 1931—1935).

## Історія
Початок змагань між найсильнішими футбольними командами товариства «Динамо» розпочались 1923 року регулярними матчами між «динамівцями» Москви і Ленінграду, які зазвичай проходили щорічно під час перерви між весняними і осінніми сезонами чемпіонатів міст.
1928 року до турніру додався третій учасник — «Динамо» (Харків) з тодішньої столиці України, програвши у фіналі ленінградцям.
1929 року футбольний турнір проходив в рамках Всесоюзного свята «Динамо» на честь п'ятиріччя товариства. В турнірі взяло участь понад сто динамівських футбольних колективів з усієї країни, які проходили відбіркові турніри за регіональним принципом. В результату у фінальний етап вийшло 8 команд, які представляли різні регіони СРСР. При цьому для участь у всесоюзному святі команді дозволялось брати гравців інших колективів, через що вона фактично ставала збірною регіону. У заявці було 15 гравців і право на 3 заміни під час матчу для травмованих гравців. Сам формат змагання передбачав окрім стандартного турніру на виліт ще й втішний турнір, з метою визначити місця для усіх учасників. Якщо матчі закінчувались внічию, то призначався додатковий час у вигляді двох таймів по 15 хвилин. Якщо і після них рахунок був рівним, то призначався ще один додатковий час у вигляді двох таймів по 15 хвилин, але цього разу до забитого голу. Якщо і після цього рахунок залишався рівним, то матч перегравався після дня відпочинку. Таке сталось у півфіналі турніру, де українські і ленінградські «динамівці» після 150 хвилин гри так і залишили рахунок 0:0. В результаті через день у матчі перегравання українці виграли 4:2 і пройшли до фіналу, де у драматичному поєдинку з рахунком 3:4 поступились господарям турніру москвичам.
Надалі відбулась перерва у розіграшах і лише 1933 року футбольний турнір знову відбувся в рамках першої Всесоюзної Спартакіади «Динамо», присвяченої 10-річчю товариства. Цього разу йому знову передував тривалий відбірковий цикл, за результатами якого було обрано 6 команд, що і розіграли трофей. Як і минулого разу у фіналі зустрілись динамівці України та Москви і мінімальну перемогу знову здобули господаря змагання.
З 1939 року Центральна рада ВПСТ «Динамо» почала проводити футбольний турнір динамівських команд, в якій брали участь лише команди, що не брали участь у чемпіонатах СРСР. Такий формат проіснував до 1958 року, а у 1952—1988 роках кубок розігрувався серед юнацьких динамівських команд. В результаті повноцінні турніри серед найкращих динамівських команд надалі проводився вкрай рідко.
Наступний такий розіграш турніру відбувся 1948 року в рамках Кубка Всесоюзного фізкультурно-спортивного товариства «Динамо», присвяченого 25-річчю товариства. Він проходив у три етапи, оскільки у турнірі зіграло понад 500 команд. Спочатку змагання проходили на регіональному рівні, а потім на зональному. В результаті у фінальний турнір пройшли переможці трьох зон — динамівці Кутаїсі, Ростова-на-Дону та Хабаровська, які доєднались до п'яти динамівських команд, що грали у вищому дивізіоні чемпіонату СРСР. Цього разу турнір пройшов у Тбілісі, але перемогу втретє поспіль здобуло «Динамо» Москва.
Надалі турніри найкращих динамівських команд тривалий час не проводились, через збільшення кількості матчів та появу єврокубків. Лише у 1980-х роках з побудовою критих манежів змагання були відновленні і проводились в зимову паузу. Так у 1982—1985 роках проходив Зимовий турнір Всесоюзного фізкультурно-спортивного товариства «Динамо», який проходив у спорткомплексі «Олімпійський» у Москві. Змагання розглядалось як підготовка до прийдешнього чемпіонату СРСР і грався за форматом двох груп по 4-5 команд у кожній, після завершення яких команди що посідали однакові місця розігрували підсумкові позиції на турнірі. В усіх турнірах окрім першого перемогу здобуло московське «Динамо», при чому в останньому москвичі грали дублюючим складом.
1986 року Центральна рада «Динамо» знову змінила формат турніру, вирішивши зосередитись на командах найвищого дивізіону. В результаті був створений Зимовий турнір динамівських команд вищої ліги журналу «На боевом посту», де чотири найкращі динамівські команди у півфіналах визначали двох фіналістів змагання, а команди що програли розігрували третє місце. Перший розіграш по традиції пройшов у спорткомплексі «Олімпійський» у Москві і перемогу здобули динамівці з Мінська. Другий турнір відбувся 1987 року на полях Грузії, але через відстань і міжнародні поїздки команд, тут зіграли резервні або молодіжні команди. В результаті надалі турнір більше не проводився.

## Зведена таблиця
| Рік                                                                     | Кількість учасників | Переможець           | Фіналіст            |
| ----------------------------------------------------------------------- | ------------------- | -------------------- | ------------------- |
| Першість Всесоюзного пролетарського спортивного товариства «Динамо»     |                     |                      |                     |
| 1928                                                                    | 3                   | «Динамо» (Ленінград) | «Динамо» (Харків)   |
| Всесоюзне свято «Динамо»                                                |                     |                      |                     |
| 1929                                                                    | 8                   | «Динамо» (Москва)    | «Динамо» (УРСР)     |
| Всесоюзна Спартакіада «Динамо»                                          |                     |                      |                     |
| 1933                                                                    | 6                   | «Динамо» (Москва)    | «Динамо» (УРСР)     |
| Кубок Всесоюзного фізкультурно-спортивного товариства «Динамо»          |                     |                      |                     |
| 1948                                                                    | 8                   | «Динамо» (Москва)    | «Динамо» (Тбілісі)  |
| Зимовий турнір Всесоюзного фізкультурно-спортивного товариства «Динамо» |                     |                      |                     |
| 1982                                                                    | 8                   | «Динамо» (Мінськ)    | «Динамо» (Москва)   |
| 1983                                                                    | 10                  | «Динамо» (Москва)    | «Динамо» (Мінськ)   |
| 1984                                                                    | 10                  | «Динамо» (Москва)    | «Динамо-д» (Москва) |
| 1985                                                                    | 10                  | «Динамо» (Москва)    | «Динамо» (Кіров)    |
| Зимовий турнір динамівських команд вищої ліги журналу «На боевом посту» |                     |                      |                     |
| 1986                                                                    | 4                   | «Динамо» (Мінськ)    | «Динамо» (Тбілісі)  |
| 1987                                                                    | 4                   | «Динамо» (Київ)      | «Динамо» (Мінськ)   |

## Турніри

### 1923
| 28 жовтня Ясно, 6°С |

| «Динамо» Москва                     | 2:0      | «Динамо» Петроград |
| ----------------------------------- | -------- | ------------------ |
| Михайло Денисов 15' Борис Тітов 65' | Протокол |                    |

| «Динамо», Москва Глядачів: 1 000 Арбітр: Іван Савостьянов |

«Динамо» Москва: Чулков — Петров, Ігнатов — Ленчиков, Овечкін, Нєвєров — Шумель, Осокін, Денисов, Житарєв , Б.Тітов

«Динамо» Петроград: Голубєв — Кузьмін, Озолін — Федоров, Іванов, Юрков — Мозжухін, Богданов , Васильєв, Грибанов, Надуваєв

### 1924
Матч на кубок Ленгубвиконкому (Ленінградського губернського виконавчого комітету) на святі відкриття стадіону «Динамо» у Ленінграді.
| 15 серпня Ясно, 16°С |

| «Динамо» Ленінград | 1:4      | «Динамо» Москва                                                            |
| ------------------ | -------- | -------------------------------------------------------------------------- |
| 68' Богданов       | Протокол | Володимир Тітов 23' Василь Житарєв 37' Дмитро Маслов 60' Іван Артем'єв 77' |

| «Динамо», Ленінград Глядачів: 4 000 |

«Динамо» Ленінград: Голубєв — Павлов, Євдокимов — Чернишов, Іванов, Федоров — Дмитрієв, Богданов, Кузьмін, Надуваєв, Юрков

«Динамо» Москва: Чулков — Льончиков, Ігнатов — Овечкін, Артем'єв , Дмитрієв-Моро — Борисов, В.Тітов, Маслов, Житарєв, Мідлер

### 1925
Матч на кубок Ленгубвиконкому (Ленінградського губернського виконавчого комітету)
| 19 вересня Ясно, 12°С |

| «Динамо» Москва                                                                   | 5:2      | «Динамо» Ленінград         |
| --------------------------------------------------------------------------------- | -------- | -------------------------- |
| Дмитро Маслов 13' 55' Сергій Іванов 70' Олександр Борисов 75' Микола Медведєв 78' | Протокол | 16' Фохт - 84' Сидельников |

| «Динамо», Москва Глядачів: 3 000 Арбітр: Леонід Романов |

«Динамо» Москва: Чулков — Льончиков, Ігнатов — Лебедєв, Артем'єв , Ніколаєнко — Борисов, Іванов, Маслов, Медведєв, Мідлер

«Динамо» Ленінград: Голубєв — Сидоров, Трутнєв — Євдокимов, Л.Іванов, Мозіас — Балашев, Суханов, Фохт, Сидельников, Надуваєв

### 1926
| 11 липня Ясно, 24°С |

| «Динамо» Ленінград | 0:1      | «Динамо» Москва       |
| ------------------ | -------- | --------------------- |
|                    | Протокол | Костянтин Блінков 86' |

| «Динамо», Ленінград Глядачів: 2 000 Арбітр: Георгій Фепонов (Ленінград) |

«Динамо» Ленінград: Соколов — В.Семенов, Трутнєв — Васильєв, Феоктістов , Недригайлов — Ф.Семенов, Мироничев, Фохт, Д.Родіонов, Богданов

«Динамо» Москва: Чулков — М.Соколов, Лебедєв — Льончиков, І.Артем'єв , Філіппов — Макаров, Іванов, Маслов, К.Блінков, Мідлер

### 1927
| 11 вересня Похмуро, 14°С |

| «Динамо» Москва                                                  | 3:4 | «Динамо» Ленінград                                  |
| ---------------------------------------------------------------- | --- | --------------------------------------------------- |
| Михайло Грузинський 18' Сергій Іванов 30' Констянтин Блінков 76' |     | 42' Горєлкін 53' Богданов 67' Мироничев 70' Батирєв |

| «Динамо», Москва Глядачів: 3 000 |

«Динамо» Москва: Чулков — М.Соколов, Карпенко — Льончиков, Лебедєв, Філіппов — Макаров, Іванов, Маслов, К.Блінков , Грузинський

«Динамо» Ленінград: Соколов — В.Семенов, Трутнєв — Феоктістов, Батирєв , Столяров — Д.Родіонов, Васильєв, Горелкін, Мироничев, Богданов

### 1928
1/2 фіналу
| 6 липня Дощ, 16°С |

| «Динамо» Москва | 0:3      | «Динамо» Харків                             |
| --------------- | -------- | ------------------------------------------- |
|                 | Протокол | 4' (пен.) Владимирський 55' 69' Шпаковський |

| ім. Леніна, Ленінград Глядачів: 3 000 |

«Динамо» Москва: Чулков — М.Соколов, Карпенко — Льончиков, Селін , Столяров — Макаров, К.Блінков, Маслов, Павлов, Прокоф'єв

«Динамо» Харків: Норов — К.Фомін , Кладько — М.Фомін, В.Фомін, Привалов — Владимирський, Шпаковський, Міщенко, Старусєв, Губарєв
Фінал
| 8 липня |

| «Динамо» Ленінград | 1:0      | «Динамо» Харків |
| ------------------ | -------- | --------------- |
|                    | Протокол |                 |

| Ленінград |

«Динамо» Ленінград: Соколов, Єжов, Корнилов, Васильєв, Батирєв, Надуваєв, Богданов, Родіонов С., Кудрявцев, Нікітін, Родіонов Д.

«Динамо» Харків: Норов, К.Фомін, Кладько, М.Фомін, Вол. Фомін, Привалов, Володимирський, Паровишников, Шпаковський, Міщенко, Старусєв, Губарєв; представник Романенко

### 1929

#### Відбіркові матчі
УРСР
Захід
21.07. /Смоленськ/ «Динамо» (Західна область) — «Динамо» (Москва) — 0:12
Північний Кавказ
07.07. /Єреван/ «Динамо» (Тифліс) — «Динамо» (Баку) — 2:1
09.07. /Єреван/ «Динамо» (Тифліс) — «Динамо» (Єреван) — 4:2
27.07. /Ростов-на-Дону/ «Динамо» (Тифліс) — «Динамо» (Ростов-на-Дону) — 1:2
Урал
/Свердловськ/ «Динамо» (Свердловськ) — «Динамо» (Тюмень) — 6:0
/Самара/ «Динамо» (Самара) — «Динамо» (Свердловськ) — 0:2

#### Фінальний етап
1/4 фіналу
02.08. /Москва/ «Динамо» (Москва) — «Динамо» (Нижній Новгород) — 6:3
02.08. /Москва/ «Динамо» (Північний Кавказ) — «Динамо» (Середня Азія) — 7:0
03.08. /Москва/ «Динамо» (УСРР) — «Динамо» (Урал) — 10:1
03.08. /Москва/ «Динамо» (Ленінград) — «Динамо» (Центрально-Чорноземна обл.) — 5:0
1/2 фіналу
04.08. /Москва/ «Динамо» (Москва) — «Динамо» (Північний Кавказ) — 4:3
04-06.08. /Москва/ «Динамо» (УСРР) — «Динамо» (Ленінград) — 0:0, 4:2
Фінал
| 8 серпня Ясно. 22°С |

| «Динамо» Москва                                                | 4:3 (д.ч.) | «Динамо» (УРСР)                                |
| -------------------------------------------------------------- | ---------- | ---------------------------------------------- |
| Костянтин Фомін 34' Володимир Титов 43' Сергій Іванов 53' 127' | Протокол   | - 25' 47' Михайло Печений 29' Олександр Сердюк |

| «Динамо», Москва Глядачів: 8 000 Арбітр: Віктор Рябоконь |

«Динамо» (Москва): Чулков — К.Фомін, Карпенко — Льончиков, Столяров (91' Жидков), Селін  — Титов, Севостьянов, Іванов, Павлов (91' Макаров), Прокоф'єв

«Динамо» (УСРР): Норов — Кладько, Денисов — М.Фомін, В.Фомін , Жорданія — Малхасов, Шпаковський, Мотлохов (91' Губарєв), Сердюк, Печений

### 1933
1/4 фіналу
20.07. /Москва/ «Динамо» (Москва) — «Динамо» (Ленінград) — 7:2
20.07. /Москва/ «Динамо» (УСРР) — «Динамо-Трудкомуна № 1» (Болшево) — 8:2
1/2 фіналу
22.07. /Москва/ «Динамо» (Москва) — «Динамо» (Північний Кавказ) — 7:4
22.07. /Москва/ «Динамо» (УСРР) — «Динамо» (Івановська обл.) — 8:2
Фінал
| 24 липня Ясно. 24°С |

| «Динамо» Москва                      | 2:1      | «Динамо» (УРСР)        |
| ------------------------------------ | -------- | ---------------------- |
| Василь Смирнов 55' Василь Павлов 68' | Протокол | 30' Петро Паровишніков |

| «Динамо», Москва Глядачів: 18 000 Арбітр: Віктор Рябоконь |

«Динамо» (Москва): Квасников — Тетерін, Корчебоков — Дубинін, Рьомін, Столяров — Савостьянов, Смирнов, Іванов, Павлов, Ільїн 
«Динамо» (УСРР): Ідзковський — К.Фомін , Єпішин — М.Фомін, Тютчев, Привалов — Копейко, Лайко, Лесной, Щегоцький, Паровишніков

### 1948
1/4 фіналу
28.10. /Тбілісі/ «Динамо» (Тбілісі) — «Динамо» (Ростов-на-Дону) — 3:1
29.10. /Тбілісі/ «Динамо» (Кутаїсі) — «Динамо» (Хабаровськ) — 2:1
30.10. /Тбілісі/ «Динамо» (Москва) — «Динамо» (Мінськ) — 6:0
02.11. /Тбілісі/ «Динамо» (Ленінград) — «Динамо» (Київ) — 5:1
1/2 фіналу
04.11. /Тбілісі/ «Динамо» (Тбілісі) — «Динамо» (Ленінград) — 2:0
04.11. /Тбілісі/ «Динамо» (Москва) — «Динамо» (Кутаїсі) — 3:1
Фінал
| 8 листопада Ясно, +14° |

| «Динамо» (Тбілісі) | 0:2      | «Динамо» (Москва)             |
| ------------------ | -------- | ----------------------------- |
|                    | Протокол | Бєсков 51' (пен.) В.Ільїн 71' |

| «Динамо», Тбілісі Глядачів: 35 000 Арбітр: Ельмар Саар (Таллінн) |

«Динамо» (Москва): Хомич — Петров, Семичастний , Радикорський — Малявкін, Л.Соловйов — Трофімов, Савдунін, Терешков, Бєсков, В.Ільїн; тренер Михайло Якушин

«Динамо» (Тбілісі): Марганія — Кікнадзе, Дзяпшина, Сарджвеладзе — Панюков, Гагуа  — Антадзе, Зазроєв, Махарадзе, Гогоберідзе, Тодрія; тренер Михайло Бердзенішвілі

### 1982
Група «А»: 1. «Динамо» (Москва), 2. «Динамо» (Вологда), 3. «Динамо» (Брянськ), 4. «Динамо» (Барнаул)
Група «Б»: 1. «Динамо» (Мінськ), 2. «Динамо» (Кіров), 3. «Динамо» (Ставрополь), 4. «Динамо» (Махачкала)
Фінал
| 30 січня |

| «Динамо» (Москва) | 1:1      | «Динамо» (Мінськ) |
| ----------------- | -------- | ----------------- |
| Матюнін 82'       | Протокол | 57' Прокопенко    |

| «Олімпійський», Москва Глядачів: 1 000 Арбітр: Л.Акселевич (Москва) |

|                                                  |     | Пенальті                                |  |
| Молодцов · Матюнін · Шевцов · Головня · Ментюков | 3:4 | Курненін · Шишкін · Бєлов · Зигмантович |  |

«Динамо» (Москва): Уваров, Родін, Новиков, Маховиков  (Шевцов, 70), Головня, Ментюков, Бородюк, Минаев (Матюнін, 46), Резник, Аджоєв (Молодцов, 46), Пишкін (Толстих, 46); тренер В'ячеслав Соловйов

«Динамо» (Мінськ): Вергеєнко, Бєлов, Курненін, Янушевський (Румбутіс, 46), Шишкін, Прокопенко , Трухан, Алейніков (Зигмантович, 63), Мельников, Гуринович, Сокол (Кобренков, 72); тренер Едуард Малофеєв

### 1983
Група «А»: 1. «Динамо» (Москва), 2. «Динамо» (Самарканд), 3. «Динамо» (Барнаул), 4. «Динамо» (Махачкала), 5. «Динамо» (Кіров)
Група «Б»: 1. «Динамо» (Мінськ), 2. «Динамо» (Ставрополь), 3. «Динамо» (Кашира), 4. «Динамо» (Брянськ), 5. «Динамо» (Вологда)
Фінал
30.01. «Динамо» (Москва) — «Динамо» (Мінськ) — 0:0, по пен. 4:1
«Динамо» (Москва): Прудников, Силкін, Теренін, Маховиков, Головня, Новиков, Джавадов, Капустін, Молодцов, Латиш, Бородюк, Хапсаліс, Аджоєв; тренер В'ячеслав Соловйов

«Динамо» (Мінськ): Курбико, Шишкін, Курненін , Бєлов, Трухан (Янушевський, 60), Прокопенко, Зигмантович, Пудишев, Алейніков, Кондратьєв, Сокол; тренер Едуард Малофеєв
Матч за 3 місце.
«Динамо» (Самарканд) — «Динамо» (Ставрополь) — 0:0, пен. 4:2.
Матч за 5 місце.
«Динамо» (Барнаул) — «Динамо» (Кашира) — 0:0, пен. 5:4.
Матч за 7 місце.
«Динамо» (Брянськ) — «Динамо» (Махачкала) — 0:2.
Матч за 9 місце.
«Динамо» (Вологда) — «Динамо» (Кіров) — 3:1.

### 1984
Група «А»:
17.01. «Динамо» (Москва) — «Динамо» (Кашира) — 3:0.
19.01. «Динамо» (Москва) — «Динамо» (Барнаул) — 4:0
21.01. «Динамо» (Москва) — «Динамо» (Махачкала) — 3:1
22.01. «Динамо» (Москва) — «Динамо» (Кіров) — 1:0
Група «Б»:
17.01. «Динамо-д» (Москва) — «Динамо» (Вологда) — 1:3
18.01. «Динамо-д» (Москва) — «Динамо» (Брянськ) — 2:1
19.01. «Динамо-д» (Москва) — «Динамо» (Брест) — 1:0
21.01. «Динамо-д» (Москва) — «Динамо» (Ставрополь) — 3:1
Фінал
23.01. «Динамо» (Москва) — «Динамо-д» (Москва) — 2:0
«Динамо» (Москва): Прудніков, Хапсаліс, Новиков, Фомичов (Ментюков, 46), Головня, Мілешкін (Нікулін, 23), Латиш (Чесноков, 46), Стариков, Бородюк, В.Каратаєв (Молодцов, 46), Газзаєв.

«Динамо-дубль» (Москва): Уваров, Демидов (Федоровський, 63), Буланов, Сілкін , Теренін, Толстих, Корнєєв (Черних, 46), Єрько (Шалін, 63), Матюнін (Кузнєцов, 78), Каратаєв (Олег Морозов, 78), Капустин (Олексій Морозов, 84).
Матч за 3 місце.
«Динамо» (Барнаул) — «Динамо» (Ставрополь) — 1:2
Матч за 5 місце.
«Динамо» (Кіров) — «Динамо» (Брест) — 3:0
Матч за 7 місце.
«Динамо» (Махачкала) — «Динамо» (Вологда) — 2:1
Матч за 9 місце.
«Динамо» (Кашира) — «Динамо» (Брянськ) — 1:4

### 1985
Група «А»:
18.01. «Динамо» (Москва) — «Динамо» (Вологда) — 2:0
19.01. «Динамо» (Москва) — «Динамо» (Брянськ) — 3:1
20.01. «Динамо» (Москва) — «Динамо» (Самарканд) — 1:0
22.01. «Динамо» (Москва) — «Динамо» (юн. збірна) — 4:0
Фінал
24.01. «Динамо» (Москва) — «Динамо» (Кіров) — 1:0
«Динамо» (Москва): Уваров , Федоровський, Теренін, Демидов, Мілешкін, Акбаров, Олег Морозов, Молодцов, Чесноков, Шалін, Кожанов (Олексій Морозов, 64).

«Динамо» (Кіров): Кранатов, Логунов, Сухомлин, Коротаєв, Ісупов, Тумасян, Єрдяков (Петров, 46), Чебанов, Черепанов, Усатов , Юрцев (Кириллов, 38, Дубовцев, 53).

### 1986
1/2 фіналу
30.01. /Москва/ «Динамо» (Москва) — «Динамо» (Тбілісі) — 1:1, пен. 3:5
30.01. /Москва/ «Динамо» (Мінськ) — «Динамо» (Київ) — 3:0
Фінал
31.01. /Москва/ «Динамо» (Мінськ) — «Динамо» (Тбілісі) — 2:1
«Динамо» (Мінськ): Жекю, Боровський, Курненін, Янушевський, Румбутіс, Трухан, Зигмантович, Лесун, Гоцманов, Сокол, Кистень, Дозморов, Гуринович, Кондратьєв; тренер Арзамасцев
Матч за 3 місце.
31.01. /Москва/ «Динамо» (Москва) — «Динамо» (Київ) — 1:1, пен. 5:4

### 1987
1/2 фіналу
14.02. /Леселідзе/ «Динамо» (Київ) — «Динамо» (Тбілісі) — 3:1
14.02. /Алахадзе/ «Динамо» (Мінськ) — «Динамо» (Москва) — 3:2
Фінал
16.02. /Леселідзе/ «Динамо» (Київ) — «Динамо» (Мінськ) — 1:0
«Динамо» (Київ): Ковтун, Євсеєв, Каратаєв, Горілий, Заєць, Колоколов, Деревинський, Жабченко, Зуб, Погодін, Процюк, Михайличенко, Морозов, Гущин; тренер Лобановський.
Матч за 3 місце.
16.01. /Леселідзе/ «Динамо» (Москва) — «Динамо» (Тбілісі) — 0:3

## Цікаві факти
- у фінальному етапі розіграшу 1933 року збірна «Динамо» України у чвертьфіналі та півфіналі здобула однакові перемоги з рахунком 8:2, і в обох матчах нападник Костянтин Шегоцький відзначався пента-триком — забивав п'ять м'ячів.